# Собакино (Жуковский район)
Собакино — деревня в Жуковском районе Калужской области, в составе сельского поселения «Село Истье».

## География
Расположена на севере Калужской области, на реке Истья, в одном километре от федеральной автодороги А-108. Рядом населённые пункты: Чериково, Истье, Сухоносово.

## Климат
Умеренно-континентальный с выраженными сезонами года: умеренно жаркое и влажное лето, умеренно холодная зима с устойчивым снежным покровом. Средняя температура июля +18 °C, января −9 °C. Теплый период длится в среднем около 220 дней.

## Население
| 2002 | 2010 |
| ---- | ---- |
| 6    | ↘2   |

## История
Подлинная история возникновения населённого пункта Собакино до настоящего времени неизвестна.

В 1782 году деревни Сабакино, Сухоносово, Макарово с пустошами, Петра Васильевича Салтыкова, на левых берегах речки Истьи и Сабакинского оврага.
В 1858 году деревня (вл.) Собакина 1-го стана Боровского уезда, при реке Истье и 36 дворах — по левую сторону Старого Калужского тракта .
К 1914 году Собакино — деревня Чубаровской волости Боровского уезда Калужской губернии. В 1913 году там проживало 144 человека, из которых 73 женщины и 71 мужчина.